# Pinciná
Pinciná (in ungherese Pinc) è un comune della Slovacchia facente parte del distretto di Lučenec, nella regione di Banská Bystrica.